# Crno-bijeli gvereza
Crno-bijeli gvereza (lat. Colobus guereza) je crno-bijeli majmun Starog svijeta. Pripada u crno-bijele sakate majmune.
On je porijeklom iz zapadne, srednje i istočne Afrike, iz država kao što su: Kamerun, Nigerija, Ekvatorijalna Gvineja, Etiopija, Eritreja, Kenija, Tanzanija, Uganda i Čad. Vrsta se sastoji od nekoliko podvrsta koje se razlikuju u izgledu. Ima prepoznatljiv izgled, dugu bijelu dlaku preko obje strane leđa poznate kao plašt. Ima veliki bijeli rep čuperak.
Crno-bijeli gvereza je dnevna životinja šuma, živi i u listopadnim i zimzelenim šumama. To je prilagodljiva vrsta, koja se može nositi s poremećajem staništa i preferira srednju šumu u blizini rijeke ili jezera. Jede lišće, sjemenke, voće i člankonošce. U stanju je probaviti biljni materijal s visokim sadržajem vlakana sa svojim specijaliziranim želudcem i može jesti samo nekoliko biljnih vrsta odjednom. Love ga ptice grabljivice i neki sisavci, kao što su čimpanze i leopard.
Živi u društvenim skupinama od tri do petnaest jedinki. Te skupine obično uključuju dominantnog mužjaka, nekoliko ženki i mladunčadi. Nakon trudnoće od tek nešto više od pet mjeseci, mladunčad se rodi s ružičastom kožom i bijelim krznom, koje potamni u odrasloj boje za tri do četiri mjeseca. 